# Leignes-sur-Fontaine
Leignes-sur-Fontaine är en kommun i departementet Vienne i regionen Nouvelle-Aquitaine i västra Frankrike. Kommunen ligger i kantonen Chauvigny som tillhör arrondissementet Montmorillon. År 2022 hade Leignes-sur-Fontaine 644 invånare.

## Befolkningsutveckling
Antalet invånare i kommunen Leignes-sur-Fontaine
| Referens: INSEE |